# Nationalpark Domogled-Valea Cernei
Der Nationalpark Domogled-Valea Cernei (auch: Nationalpark Domogled-Cernatal, rumänisch Parcul Național Domogled-Valea Cernei) befindet sich im Südwesten Rumäniens und erstreckt sich auf einer Fläche von 61.211 Hektar in den Kreisen  Caraș-Severin, Mehedinți und Gorj. Er umfasst das Cernatal sowie das Cerna-Gebirge mit dem Bergmassiv Domogled, das Mehedinți-Gebirge und das Godeanu-Gebirge. Der Nationalpark Domogled-Valea Cernei besteht seit 1990 und wurde im Jahr 2006 durch die Weltnaturschutzunion IUCN als Schutzgebiet der Kategorie II (Nationalpark) anerkannt. Er hat die nationale Nummer RONPA0001 und die WDPA-Nummer 11175. Wegen seiner großen Biodiversität wurde das gesamte Areal des Nationalparks Domogled-Valea Cernei in das Schutzprogramm Natura 2000, das innerhalb der Europäischen Union nach den Maßgaben der Fauna-Flora-Habitat-Richtlinie errichtet wurde, aufgenommen.

## Beschreibung

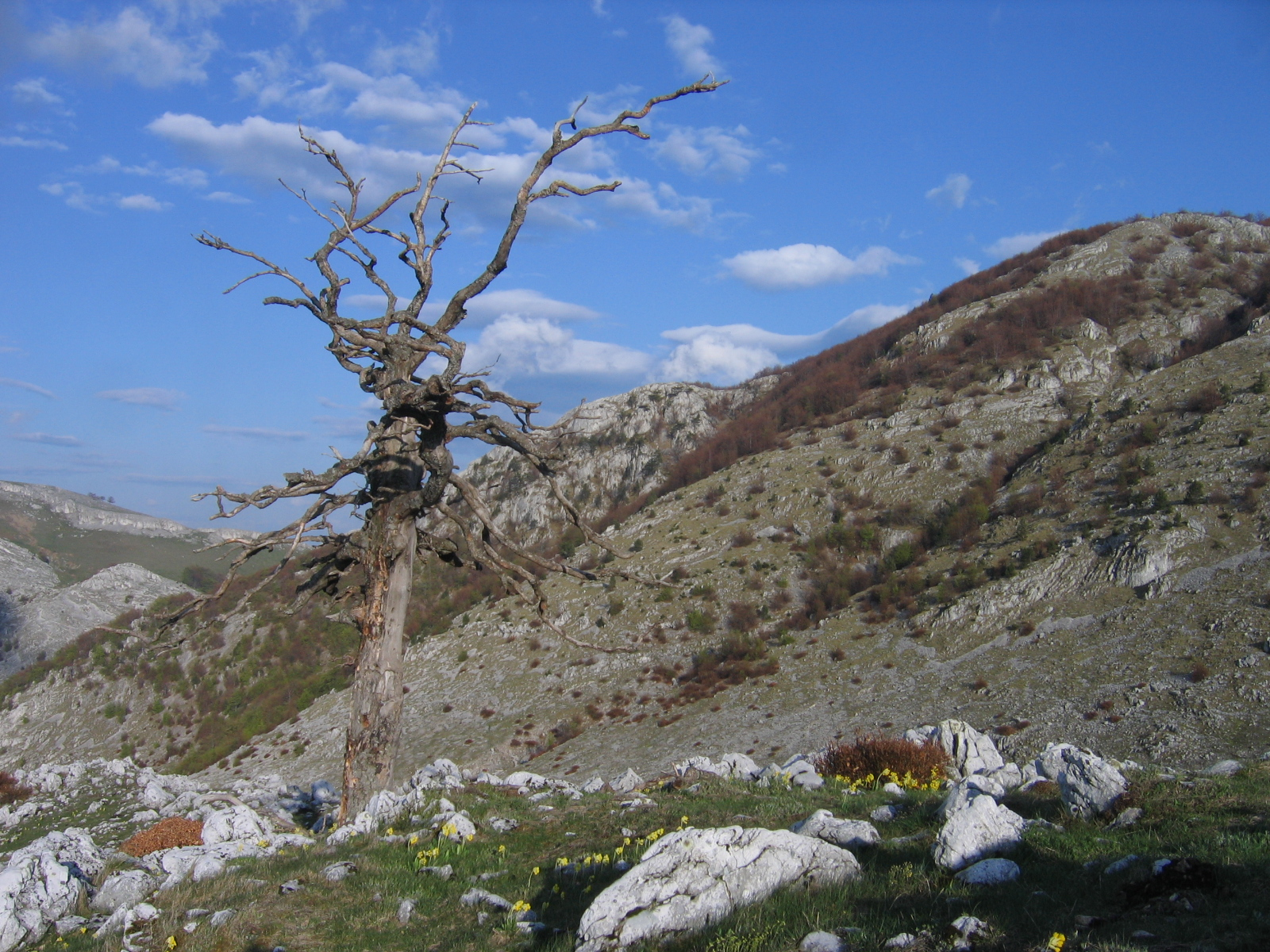
Der Domogled

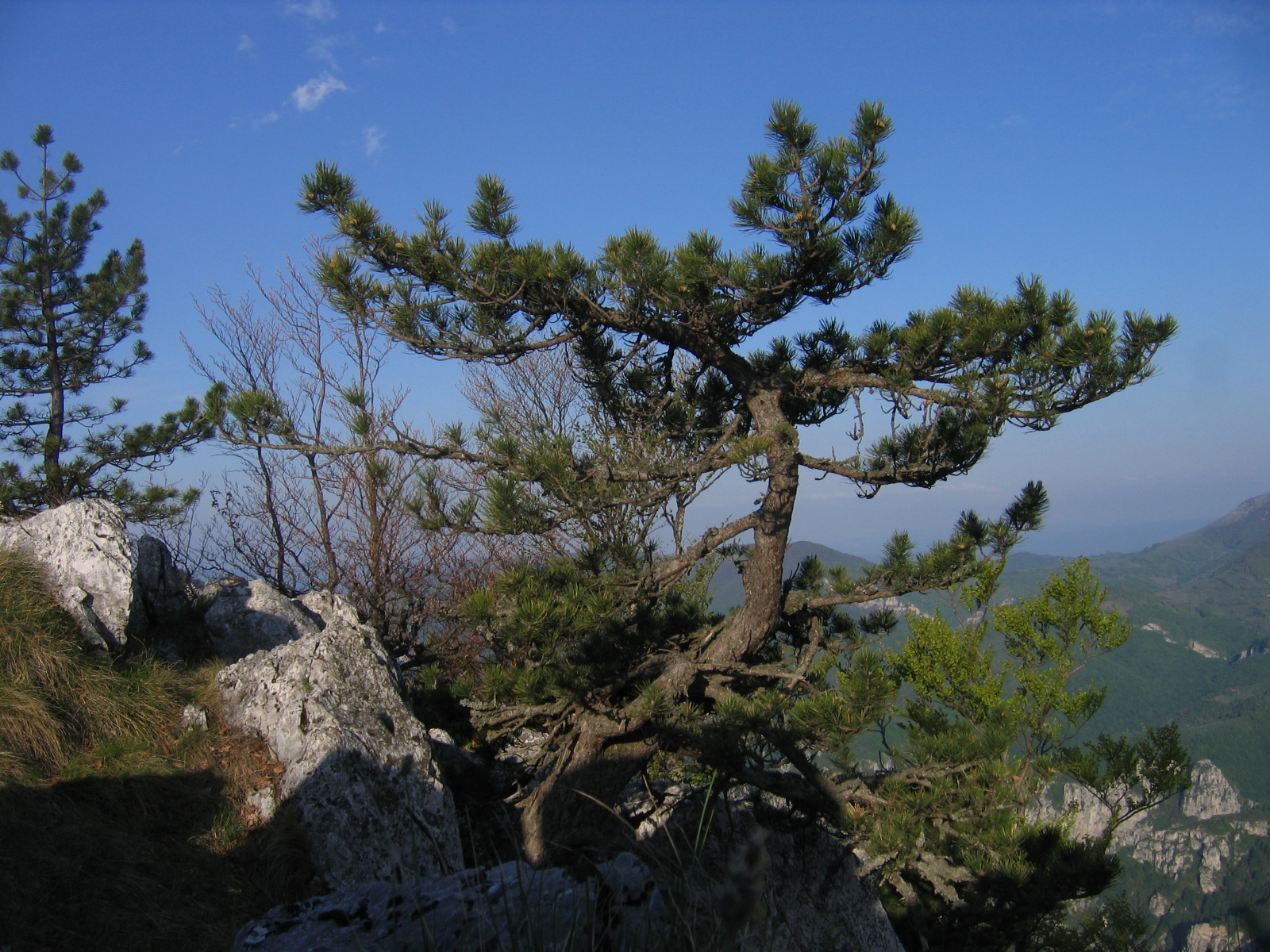
Das Mehedinți-Gebirge

Der Nationalpark Domogled-Valea Cernei dehnt sich über drei Kreise aus, im Osten des Kreises Caraș-Severin, auf einer Fläche von 23.185 Hektar, im Westen des Kreises  Mehedinți, 8.220 Hektar, und im Westen des Kreises  Gorj, 29.806 Hektar.
Der letzte Ausläufer gegen Südwesten des bis zu 1600 Meter hohen Cerna-Gebirges ist der Domogled mit seinen zwei kahlen Gipfeln von etwas über eintausend Metern, zwischen denen sich eine offene Hochwiese ausdehnt. Der Berg wurde wegen seiner außerordentlich reichen Pflanzenwelt und seltenen Insekten schon Ende des 18. Jahrhunderts allgemein bekannt. Der Naturaliensammler Johann Centurius Graf von Hoffmannsegg aus Dresden entdeckte hier in den Jahren 1793 und 1794 zahlreiche damals noch unbekannte Pflanzen und Insekten. Der Domogled wurde seither von den meisten nennenswerten Naturforschern und Sammlern Europas besucht und wird heute in fast allen botanischen und zoologischen Abhandlungen über Südosteuropa erwähnt. 
Da die verhältnismäßig ebene Hochfläche des Berges häufig von Schafherden abgeweidet wurde, erklärte die Rumänische Akademie in Bukarest das ganze Domogledmassiv (900 Hektar) 1952 zum Naturschutzgebiet. 2006 wurde er von der IUCN zum Nationalpark von internationaler Bedeutung erklärt.
Der Domogled befindet sich am linken Ufer der Cerna und zeichnet sich durch steile Hänge und steinige Kämme aus. Am Fuße des Berges Domogled entspringt die Thermalquelle, die den Bade- und Luftkurort Herkulesbad speist. Zu den bedeutendsten Naturschönheiten, die der Nationalpark beherbergt, gehören die Banater Sphinx und der Cerna-Wasserfall. Der Nationalpark kennzeichnet sich vor allem durch die spektakuläre Karstlandschaft, die größte seiner Art in Rumänien.
Der Nationalpark Domogled-Valea Cernei ist der einzige Nationalpark des Landes, welcher ein komplettes hydrographisches Becken, aber kein einziges Bergmassiv umfasst. 
Das Cerna-Tal ist einzigartig, da es – völlig von Bergregionen eingeschlossen – zwei unterschiedliche Bergzüge trennt. Es ist ein typisches longitudinales Tal, welches der tektonischen Linie zwischen dem Vâlcan- und dem Mehedinţi-Gebirge folgt, auf der einen Seite vom Godeanu-Massiv und auf der anderen Seite von dem Cerna-Gebirge begrenzt. Das Tal stellt eine riesige Klamm mit nicht erschlossenen Schluchten dar. 
Die zahlreichen endokarsten Formen des Nationalparkgebiets stellen national wie auch international einen außergewöhnlichen wissenschaftlichen Wert dar.

### Höhlen
Die warmen Höhlen im Nationalpark Domogled–Valea Cernei sind einzigartig in Rumänien und weltweit von großer Seltenheit. Das Klima der Höhlen ist tropisch mit einer Lufttemperatur von 35–45 Grad Celsius, was eine einzigartige Fauna zur Folge hat.
- Die Adams-Höhle (rumänisch Peștera lui Adam) dient wissenschaftlichen Zwecken. Dank der warmen Luft, die sich in der Höhle staut, entsteht hier ein tropisches Klima, das einzigartig in Rumänien ist und zahlreiche Kolonien von Fledermäusen sowie Guano-Fauna beherbergt. Einzigartig sind auch die schwammartigen Stalaktiten, die hier anzutreffen sind.
- Die Dampfgrotte (rumänisch Grota  cu aburi) ist 14 Meter lang und stößt durch einen Felsspalt heißen, übel riechenden Dampf von bis zu 52–56 Grad Celsius aus, dabei ist ein unterirdisches brodelndes Getöse zu vernehmen. Die heißen Schwefelausdünstungen bieten einer bestimmten Moosart Philonotis schliephackei den entsprechenden Lebensraum, der unter Naturschutz gestellt wurde.
- Die Ion-Barzoni-Höhle (rumänisch Peștera lui Ion Barzoni) bietet ausgedehnte Krustenablagerungen auf den Wänden und Tropfsteingebilde aus Gips auf dem Boden der Höhle.

### Besucherzentrum
Das Besucherzentrum mit Ausstellung befindet sich am Ortsausgang von Herkulesbad an der Straße nach Tismana/Baia de Aramă.

### Eintrittsgebühr
Für das Wandern im Nationalpark wird eine Eintrittsgebühr erhoben, die entweder im Besucherzentrum oder über SMS (nur mit rumänischer Mobilfunk-SIM-Karte) bezahlt werden kann.

## Flora

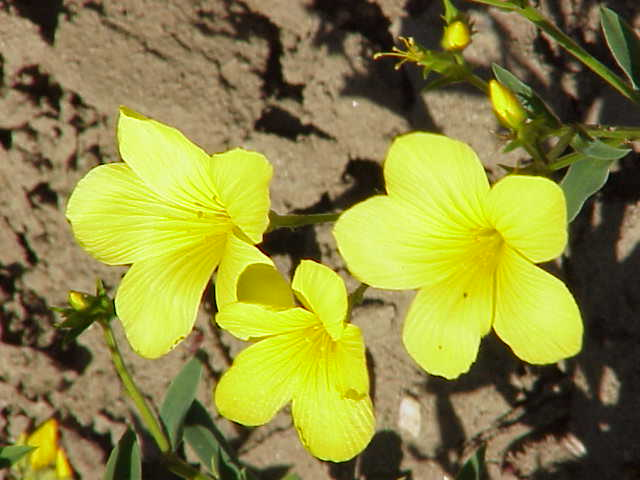
Gelber Lein
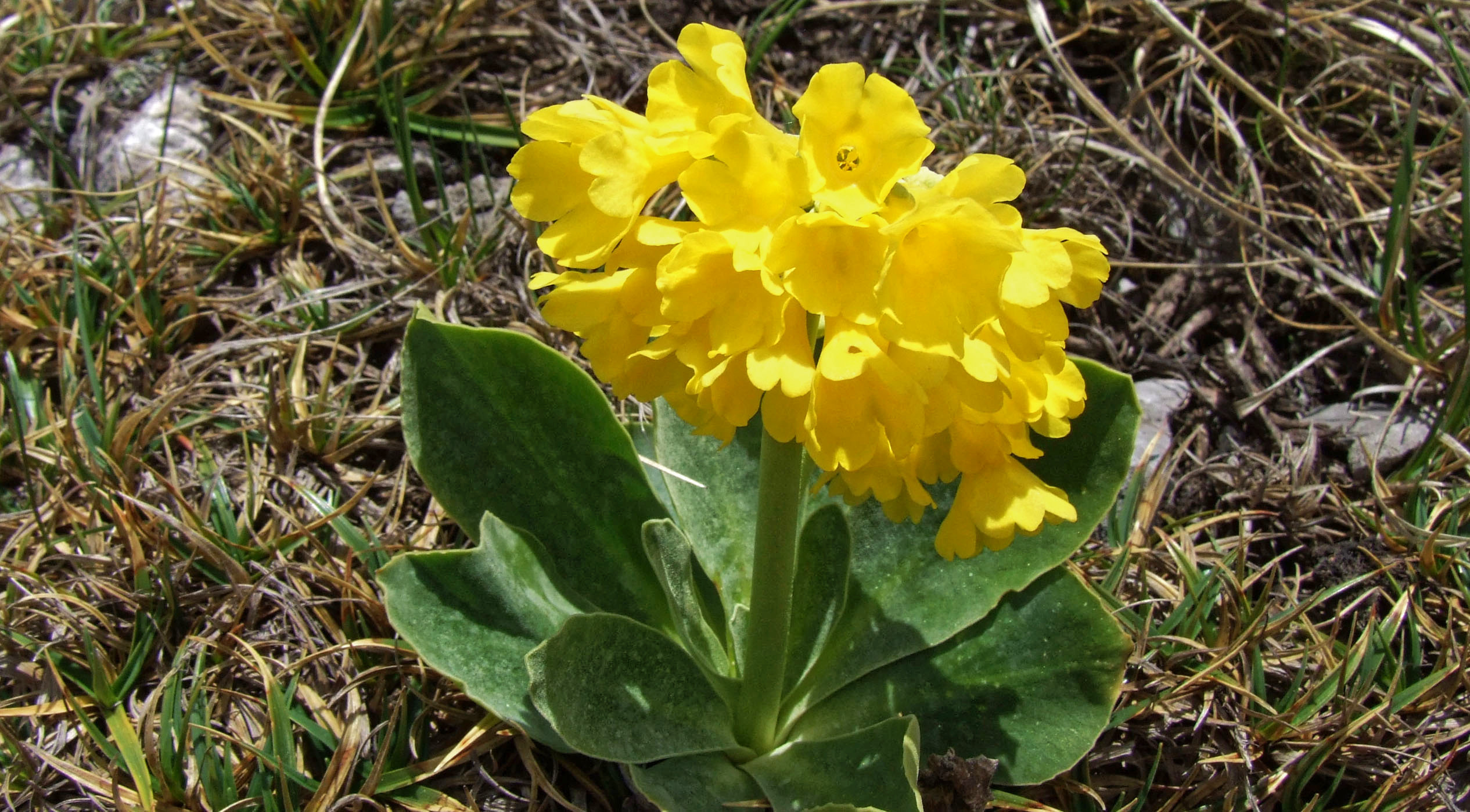
Aurikel

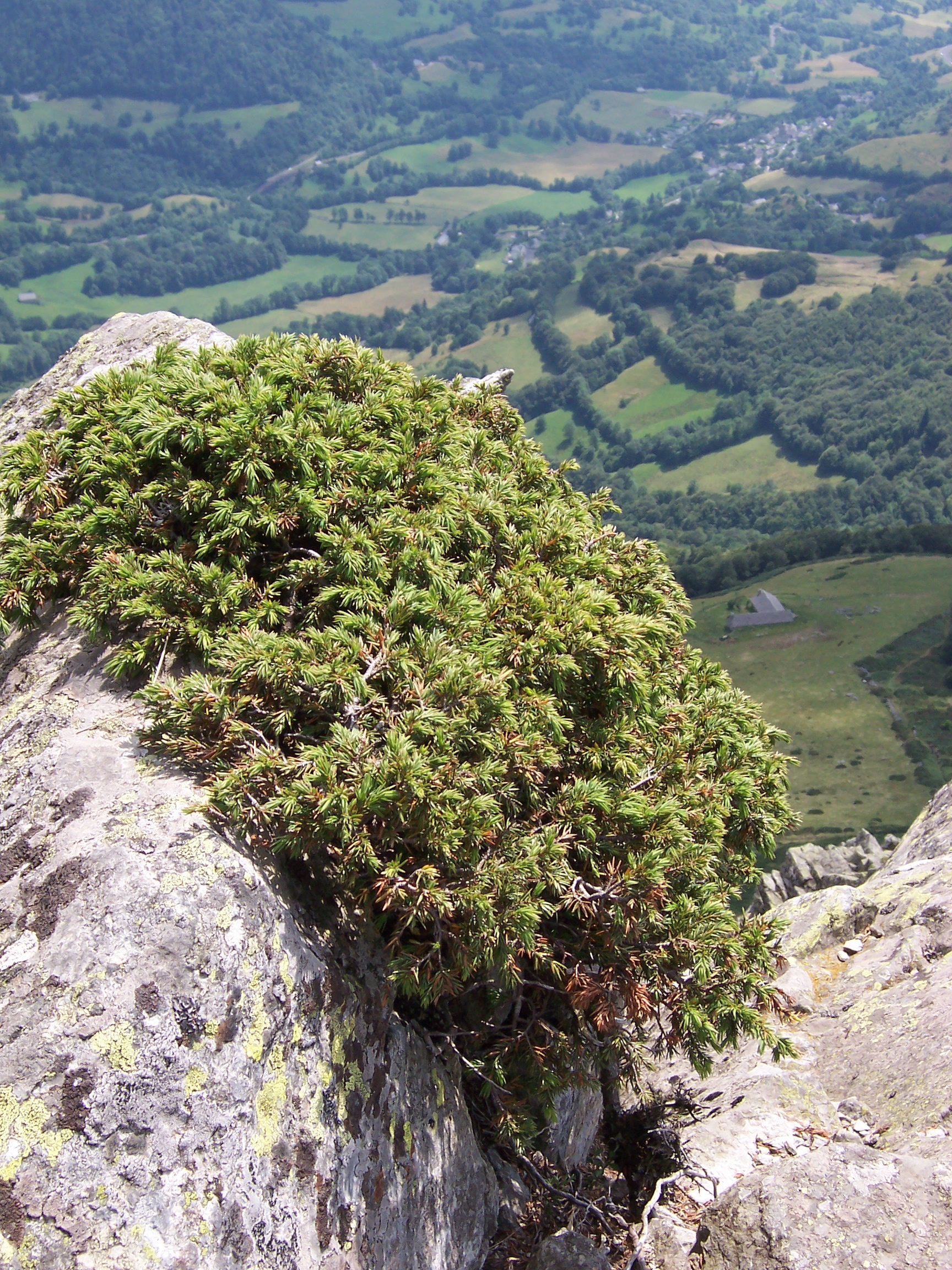
Alpenwacholder
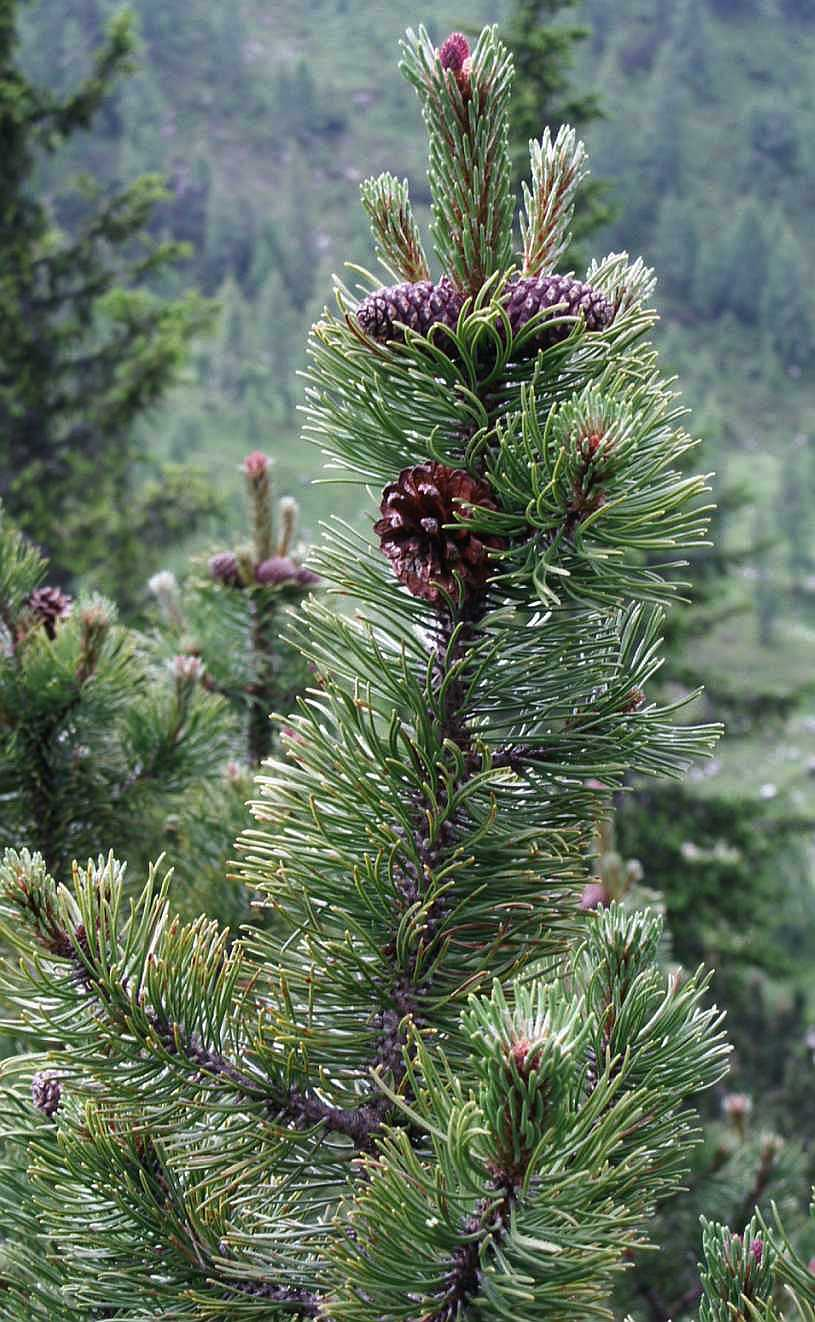
Bergkiefer
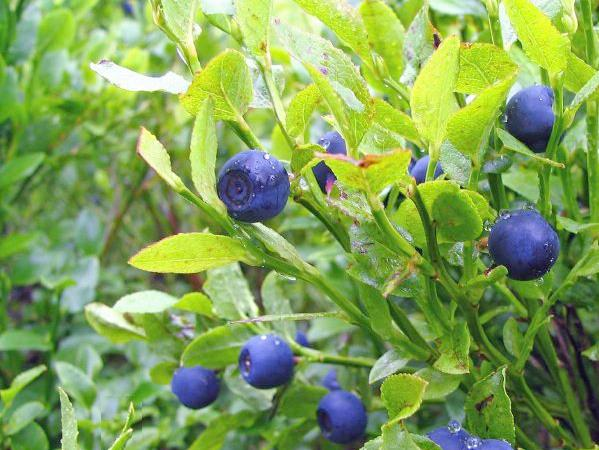
Heidelbeere
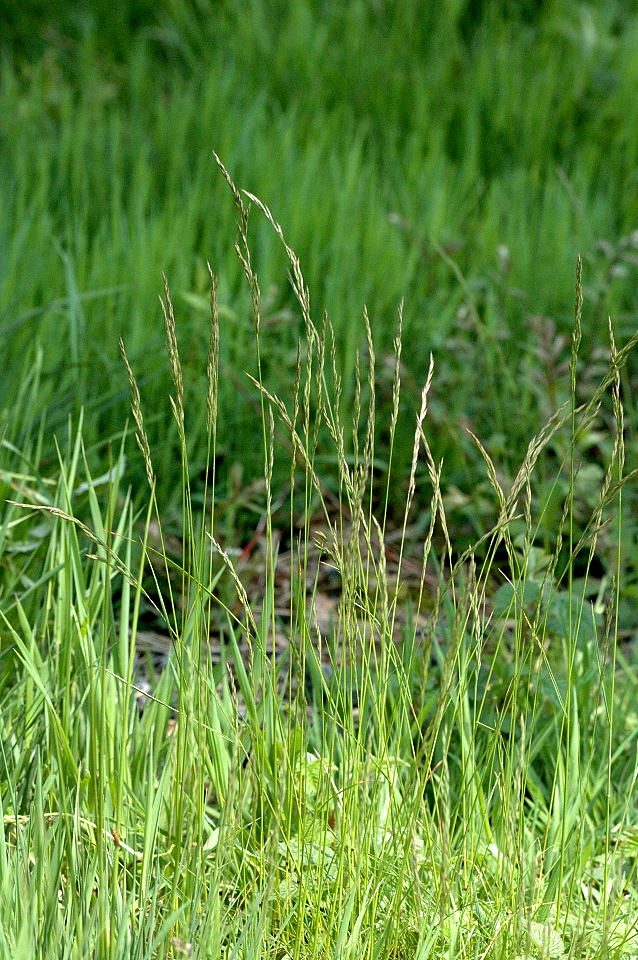
Gewöhnlicher Rot-Schwingel

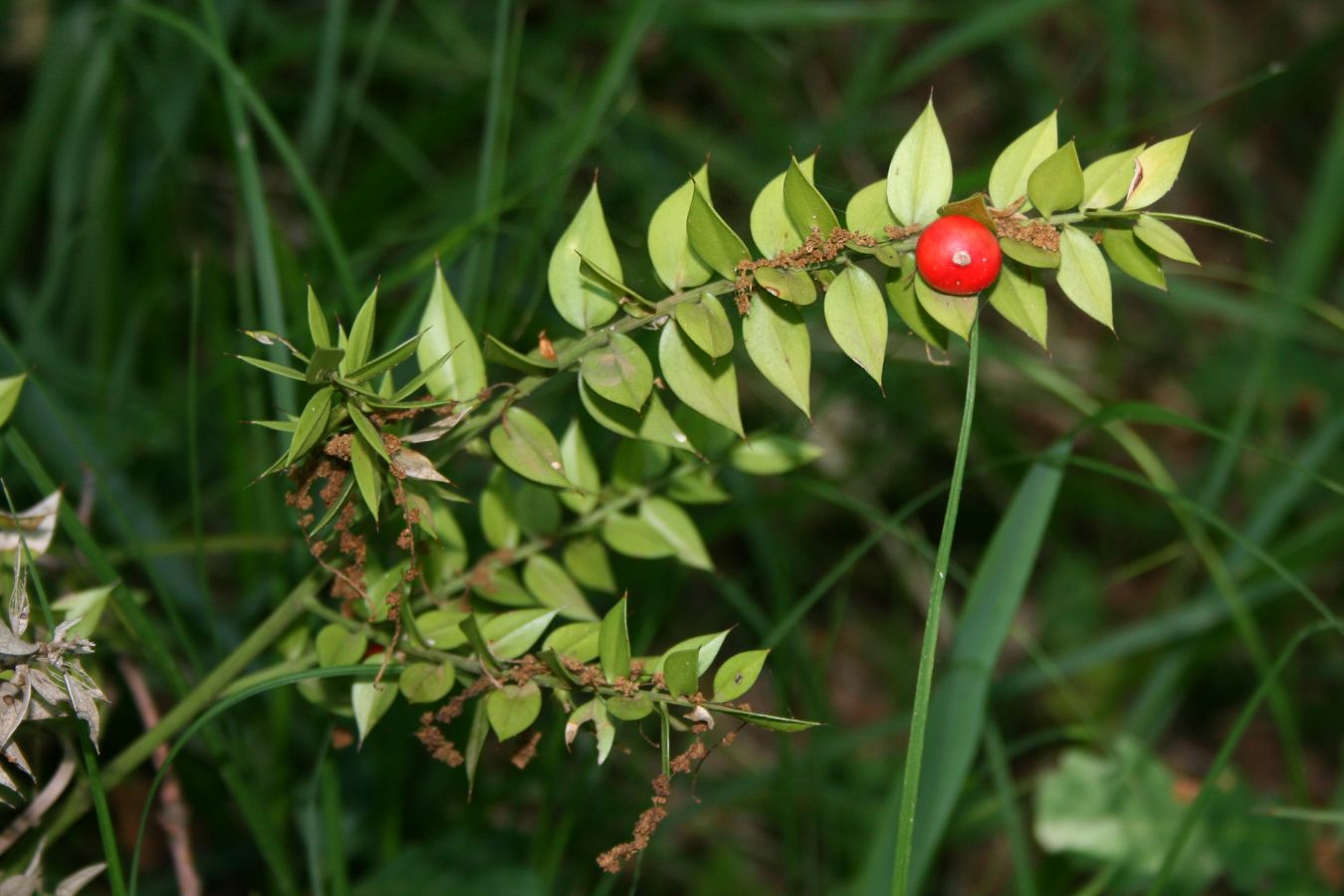
Stechender Mäusedorn
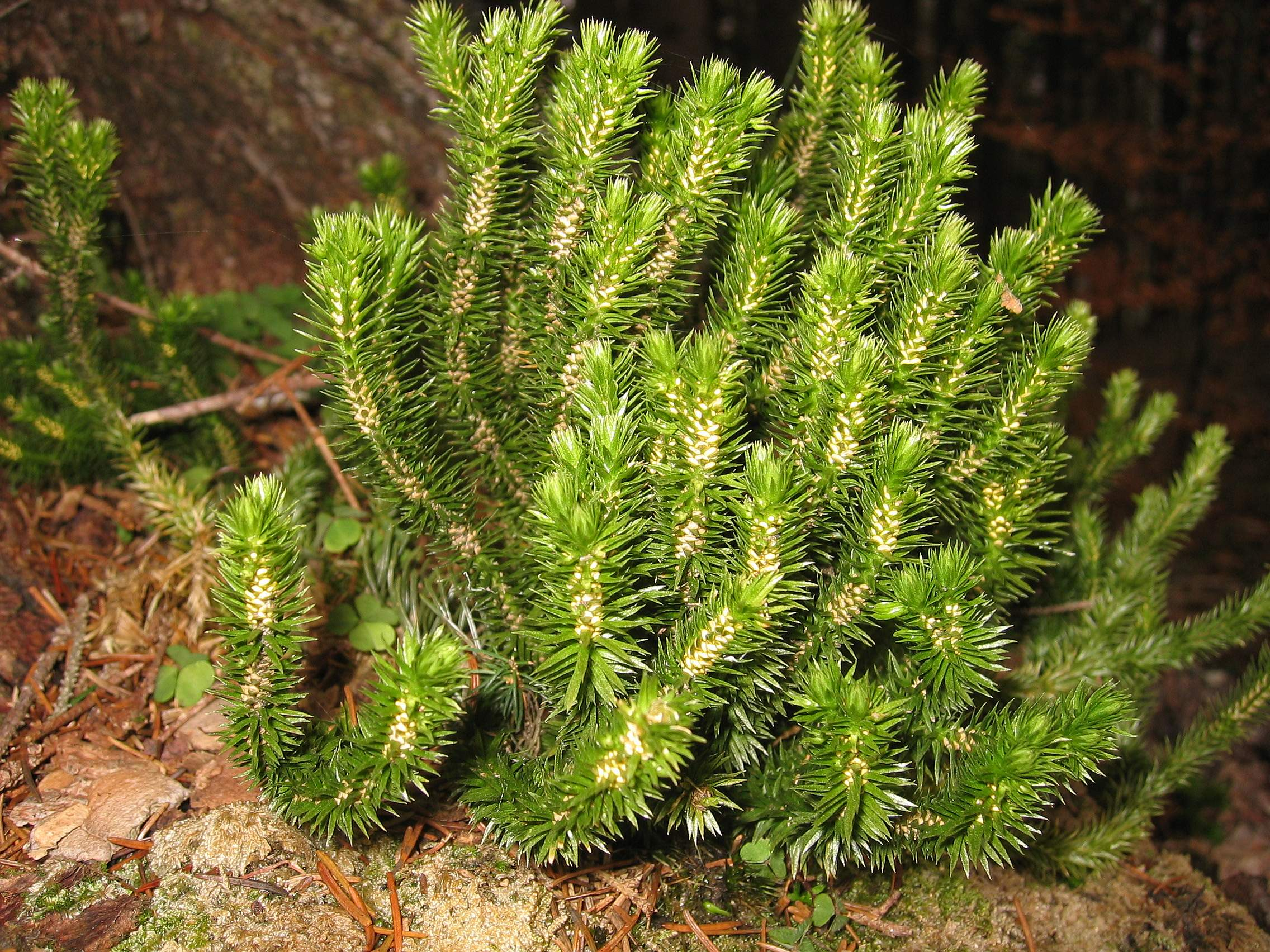
Tannenbärlapp
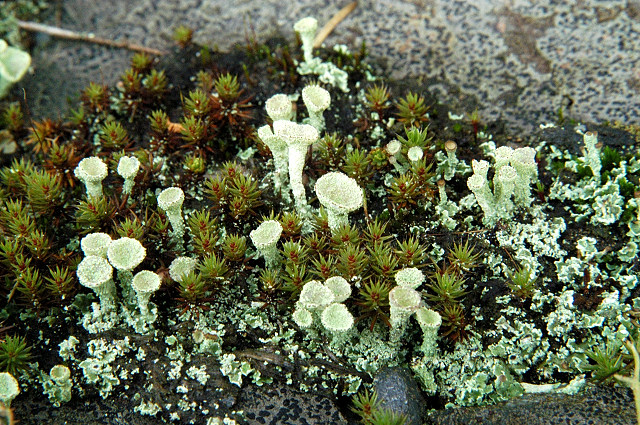
Trompetenflechte

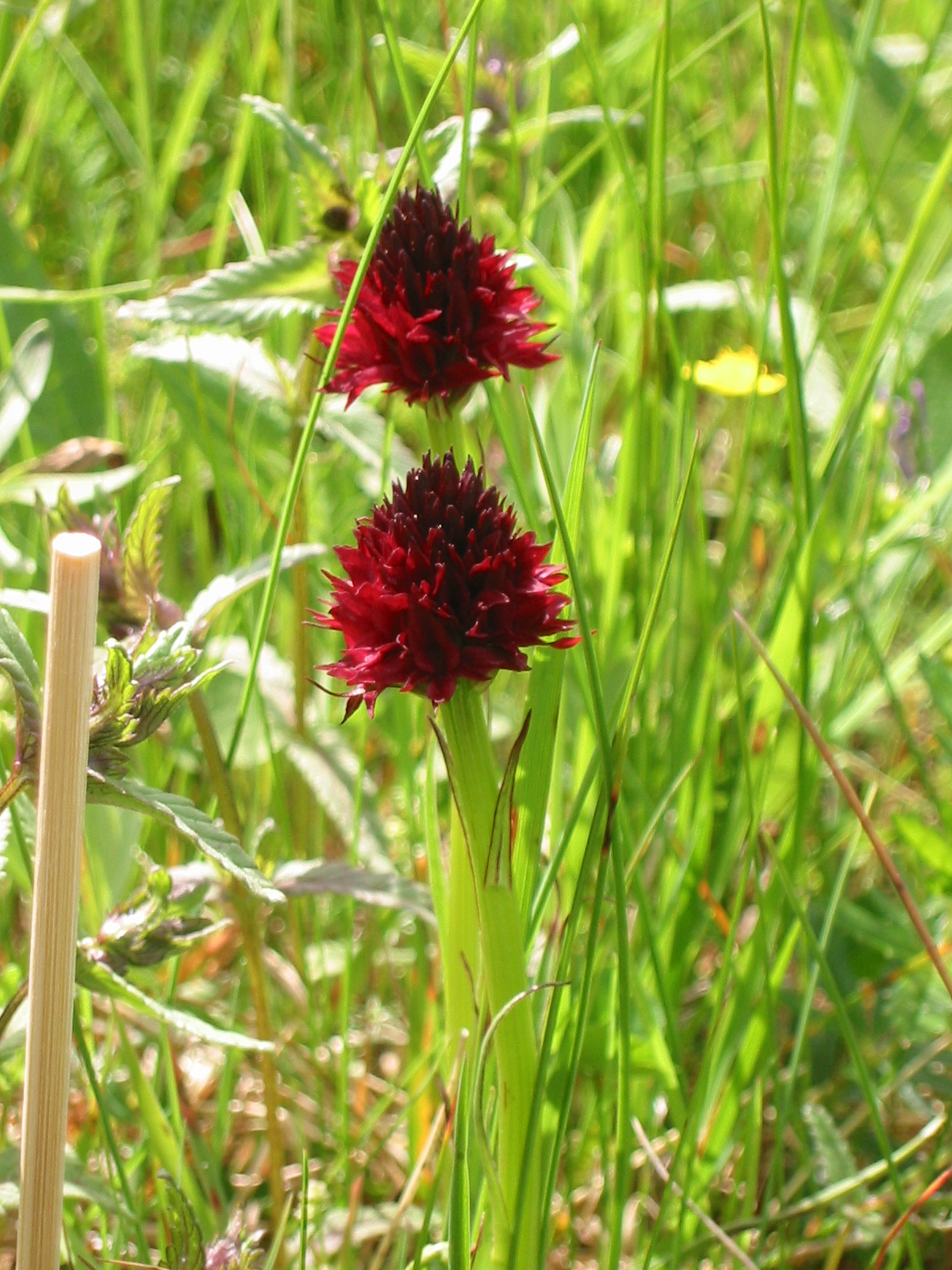
Schwarzes Kohlröschen
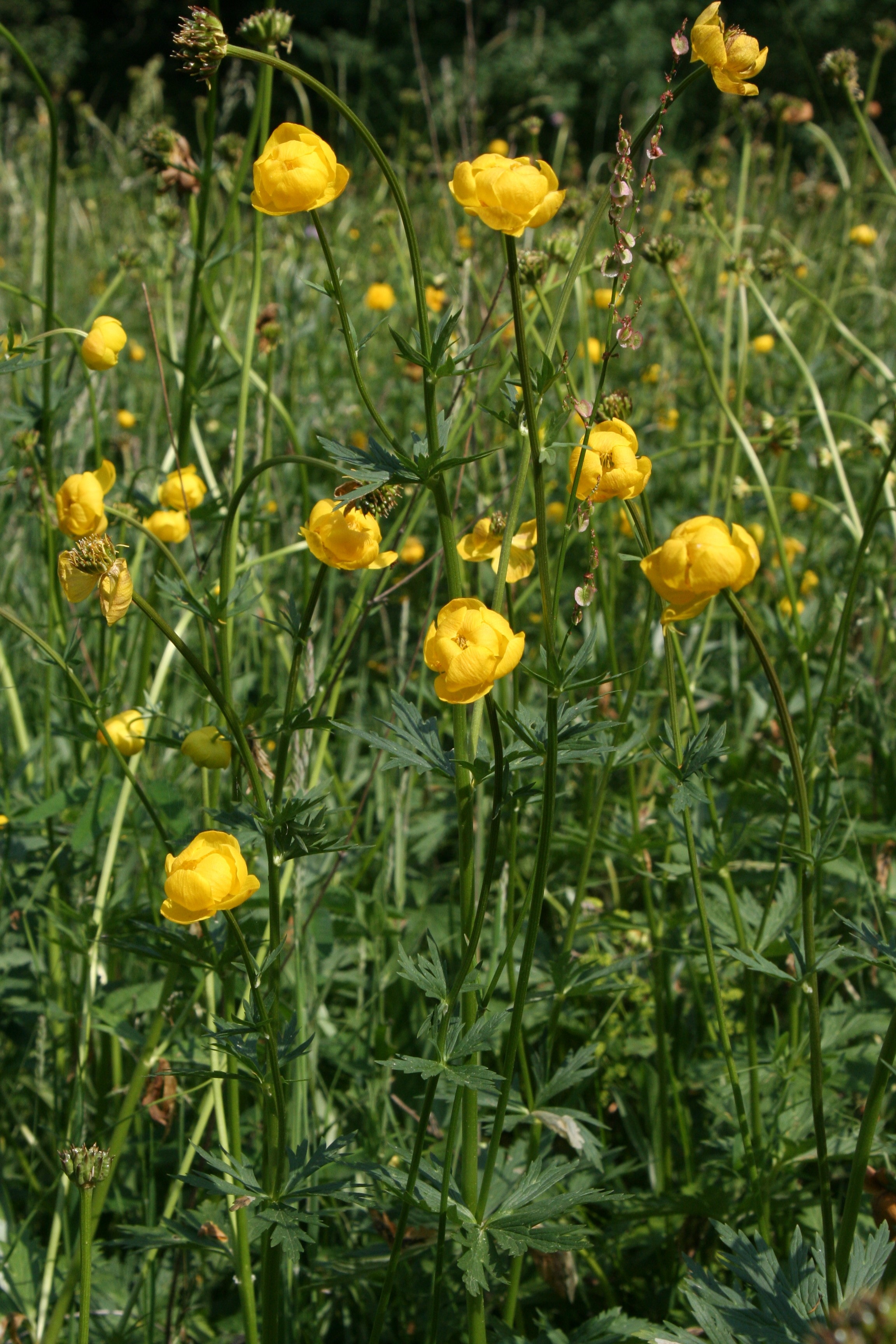
Trollblume
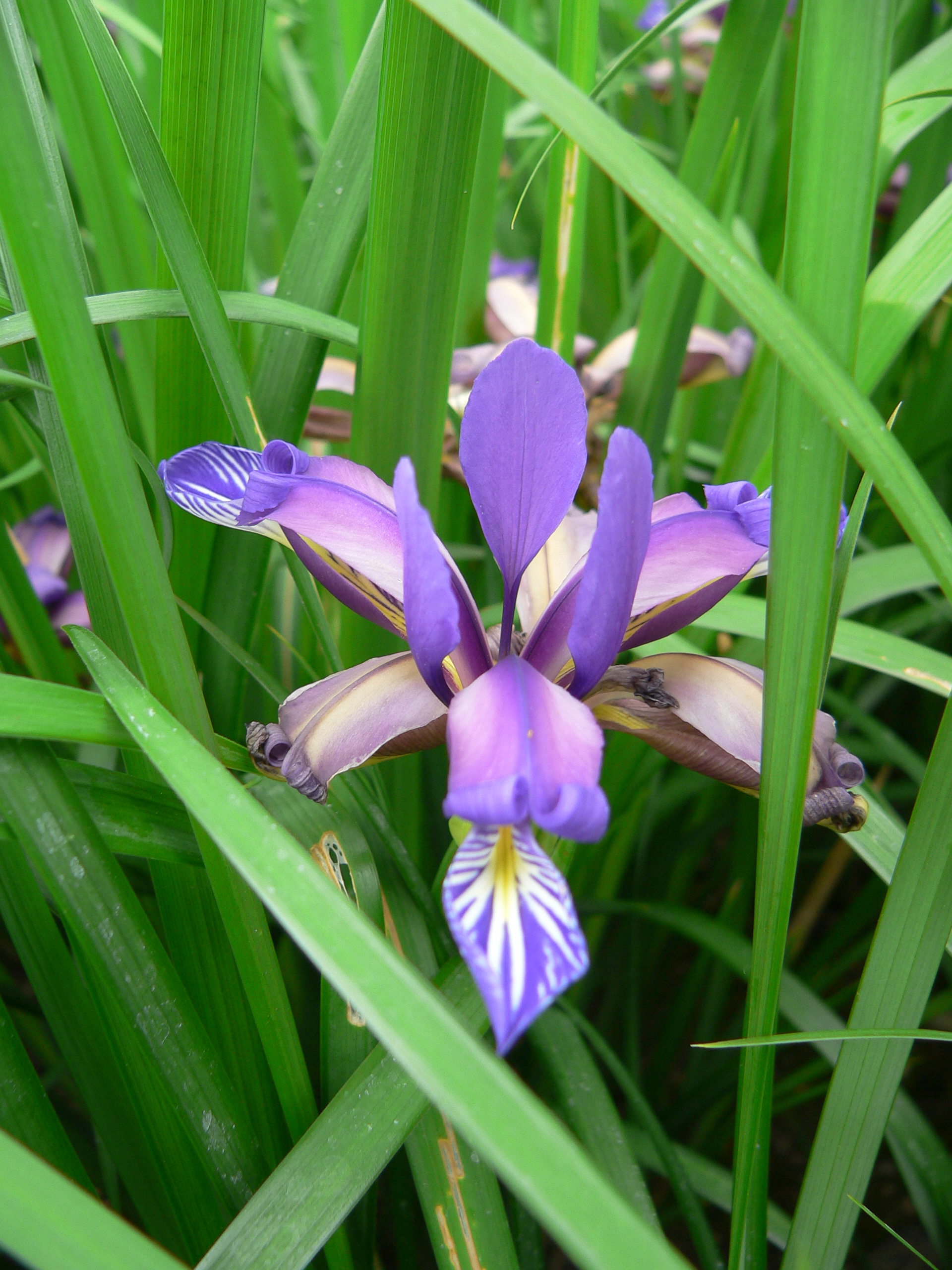
Gras-Schwertlilie

Die Vegetation des Nationalparks Domogled-Valea Cernei umfasst 1.110 Pflanzenarten. Die floristische Vielfalt des Cerna-Tals wurde schon im 18. Jahrhundert von ausländischen Wissenschaftlern und Reisenden beschrieben. Die Reisebeschreibungen von Francesco Griselini stammen aus dem Jahr 1780.
Paul Kitaibel entdeckte 1880 die riesige Pflanzenvielfalt des Banats und nahm die erste wissenschaftliche Namensgebung der Vegetation dieser Gegend vor. 
Wissenschaftliche Arbeiten über die Pflanzentaxa des Banats wurden von Rochel (1828), Schuster (1829), Schwarzott (1831), Heuffel (1858), Árpád Degen (1901), August von Hayek (1912–1916) veröffentlicht.
Gefährdete und seltene Arten:           
- Vicia truncatula
- Tragopogon balcanicus
- Cerastium banaticum
- Lamium bithynicum

Endemische Arten:          
- Gelber Lein (Linum uninerve)
- Aurikel (Primula auricula)
- Hypericum rochelii
- Dianthus giganteus

Almwiesen (1500–1800 Meter Höhe): 
- Sadebaum (Juniperus sabina)
- Alpen-Wacholder (Juniperus communis nana)
- Bergkiefer (Pinus montana)
- Heidelbeere (Vaccinium myrtillus)
- Gewöhnlicher Rot-Schwingel (Festuca rubra)

Balkan- und Mittelmeerarten:
- Aristolochia pallida
- Steppenfenchel (Seseli rigidum)

Geschützte Arten:
- Stechender Mäusedorn (Ruscus aculeatus)
- Tannenbärlapp (Huperzia selago)
- Sprossender Bärlapp (Lycopodium annotinum)
- Gemeines Weißmoos (Leucobryum glaucum)
- Trompetenflechte (Cladonia fimbriata)
- Cladonia chlorophaea

Streng geschützte Arten
- Schwarzes Kohlröschen (Nigritella nigra)
- Trollblume (Trollius europaeus)
- Siebenbürgische Alpenrose (Rhododendron kotschyi)
- Gras-Schwertlilie (Iris graminea)
- Crocus moesiacus

Die Vegetationszonen des Nationalparks können unterteilt werden in:
- 110 Mediterrane Zone (10 %)
- 106 Almwiesen (9,6 %)
- 45 Karpatenvegetation (4 %)
- 75 Dakische Vegetation (6,7 %)
- 37 Balkanarten (3,3 %)
- 17 Moesische Vegetation (1,5 %)
- 14 Anatolische Vegetation (1,0 %)
- 509 Eurasische, zentraleuropäische und europäische Arten (45,9 %)

## Fauna

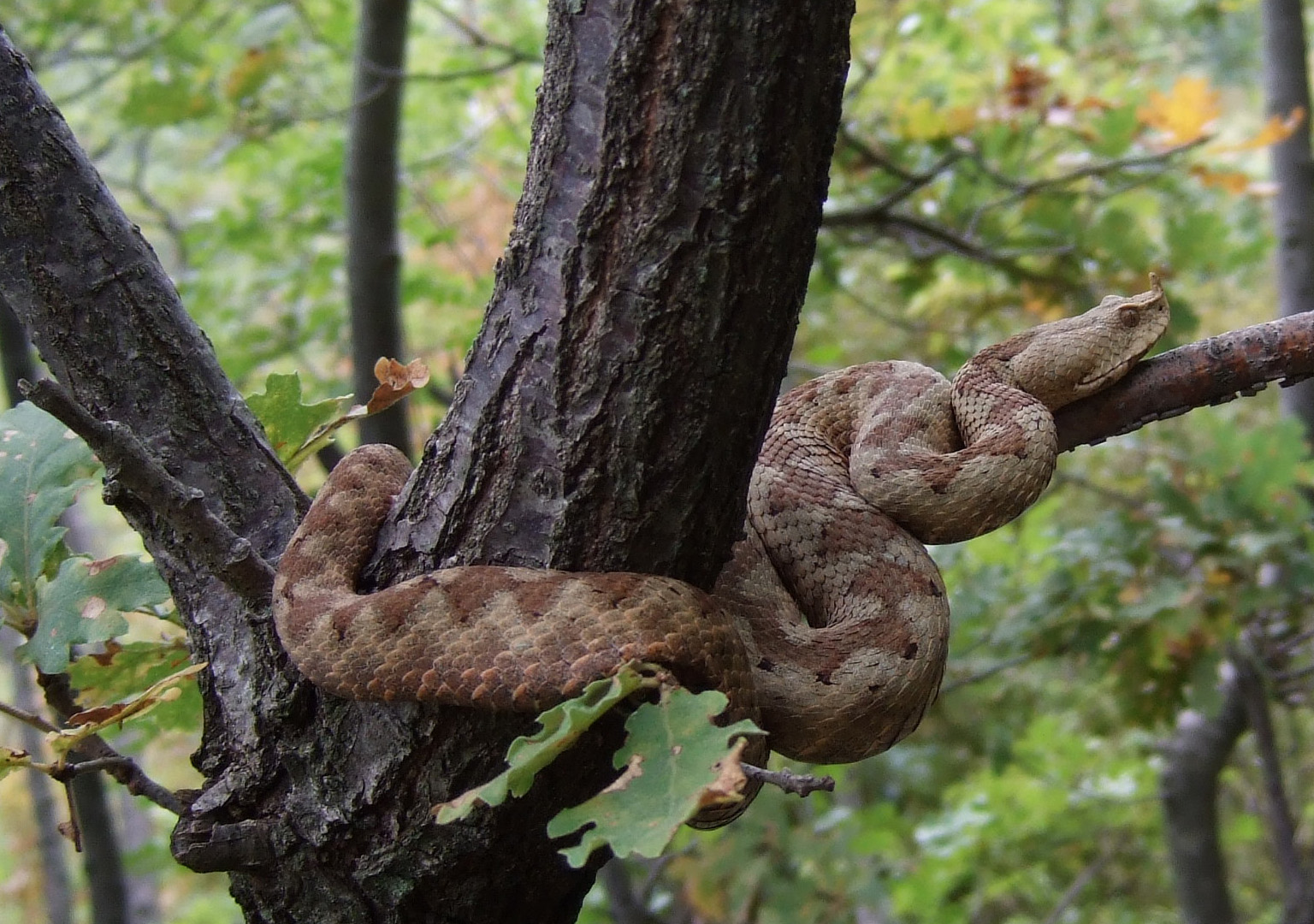
Hornotter
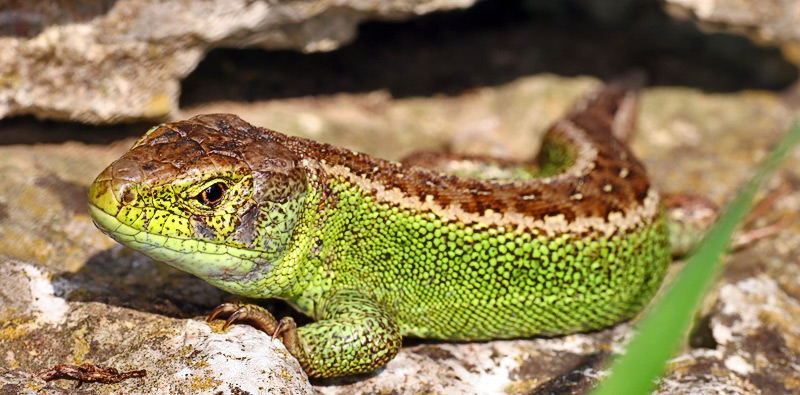
Zauneidechse

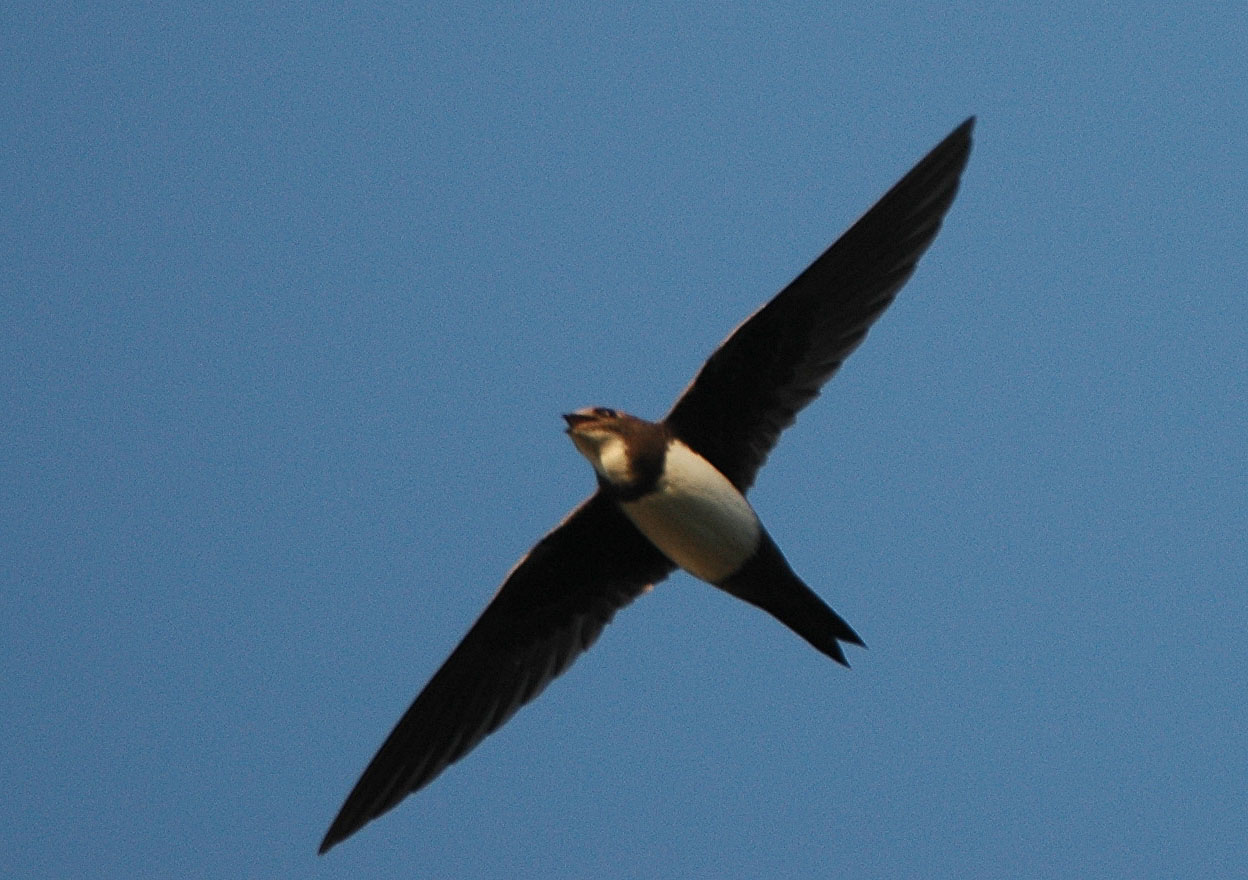
Alpensegler
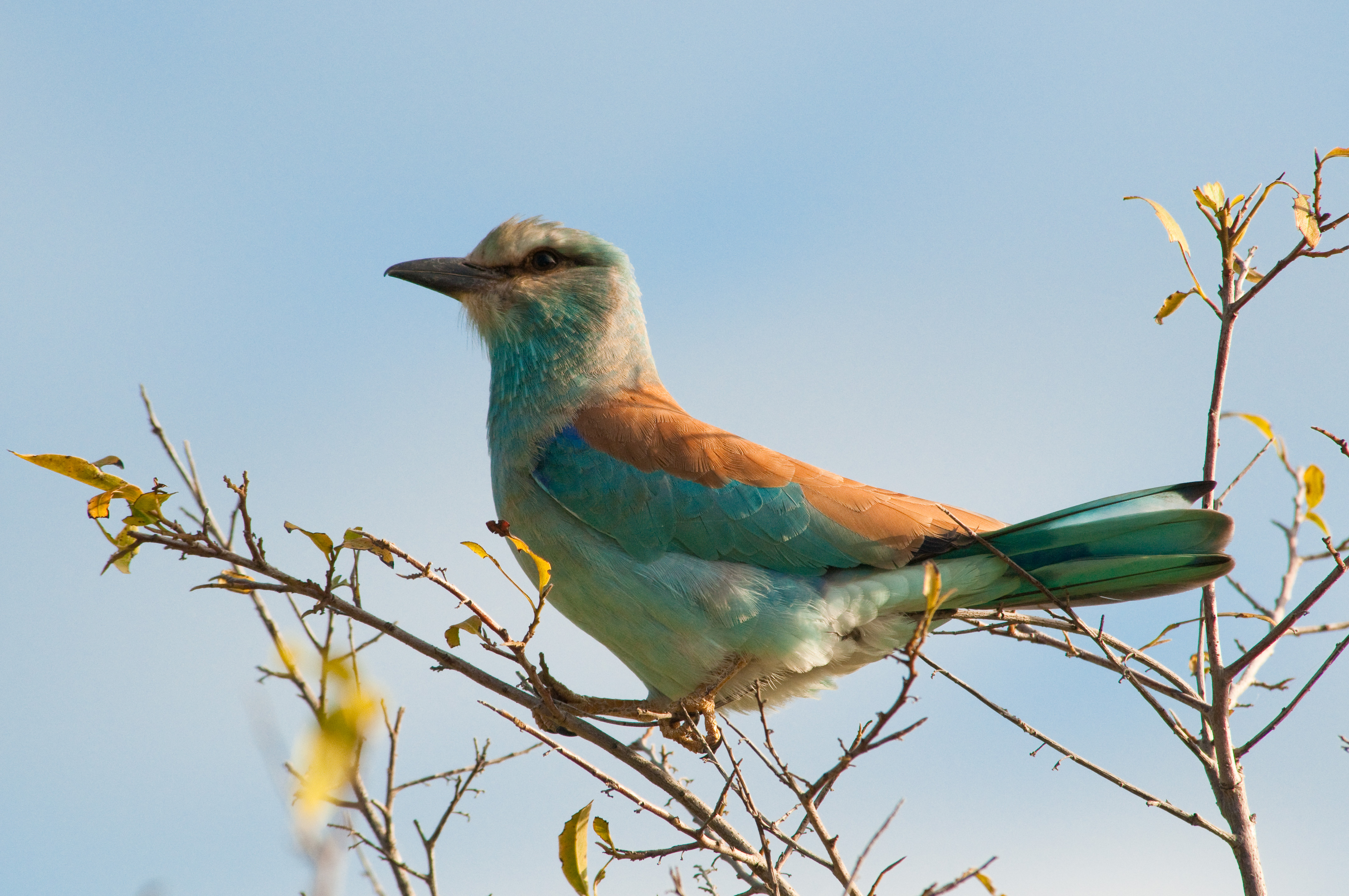
Blauracke
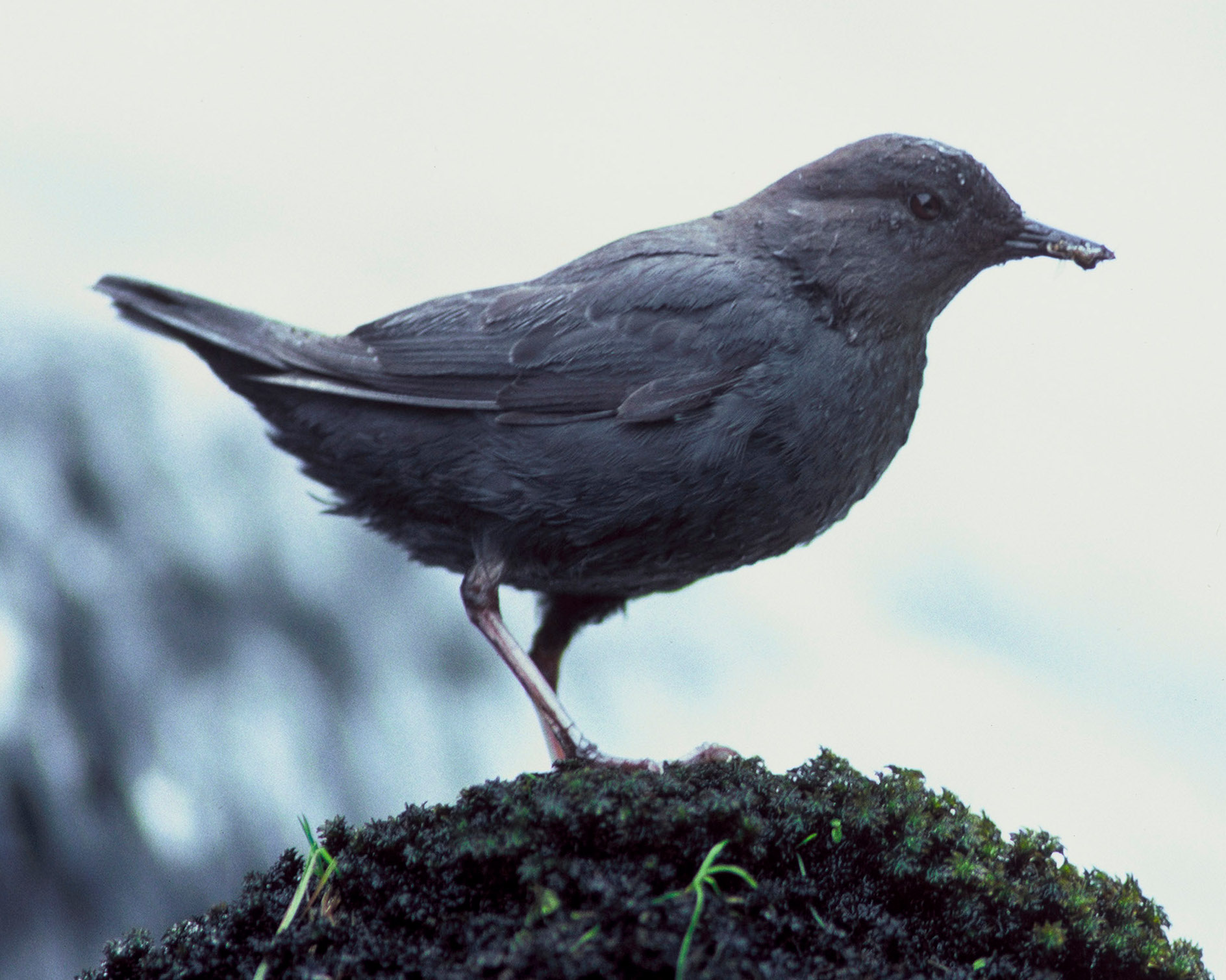
Wasseramsel
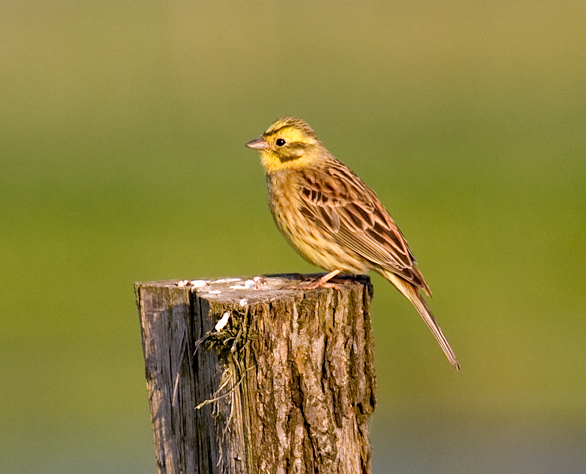
Goldammer

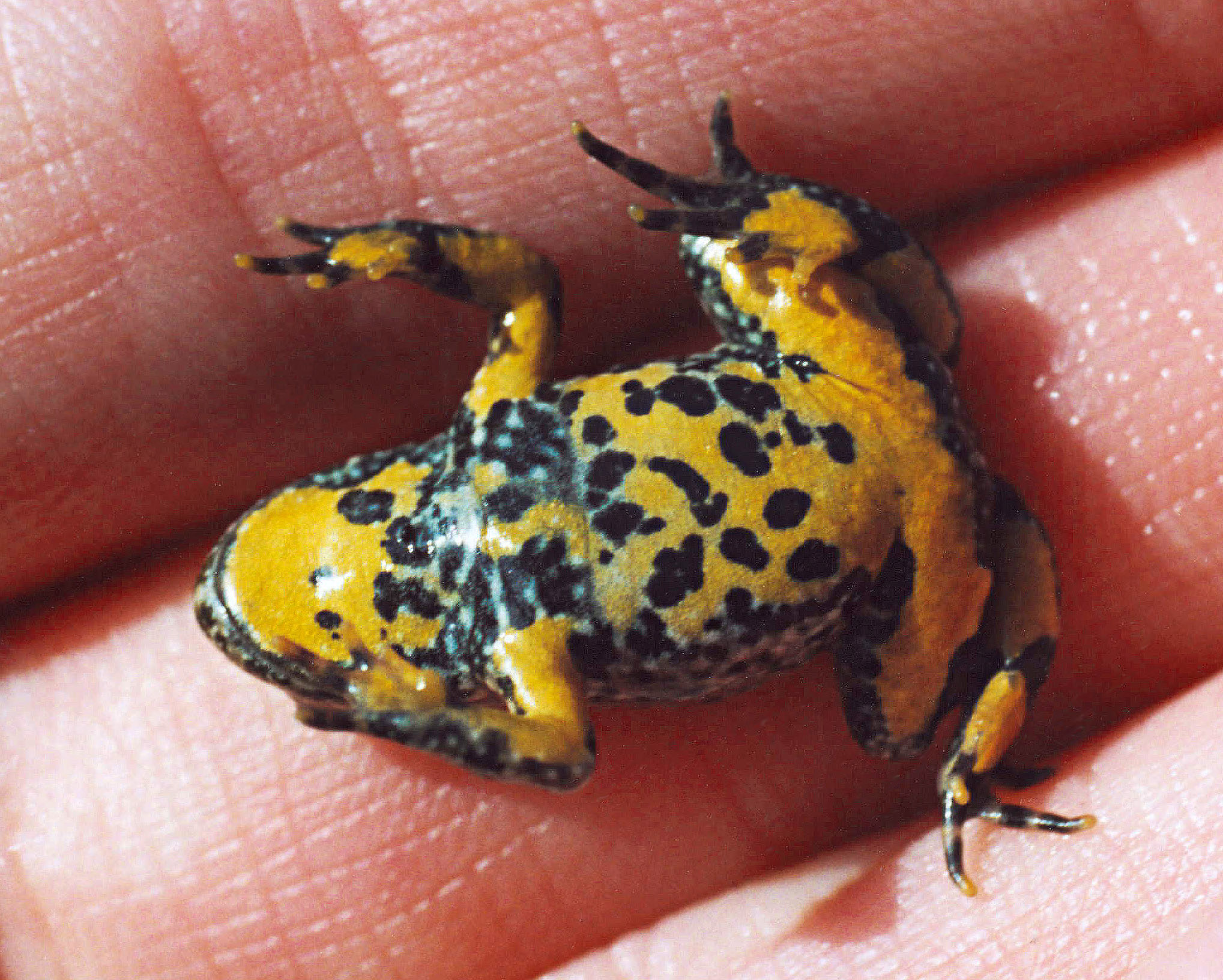
Gelbbauchunke
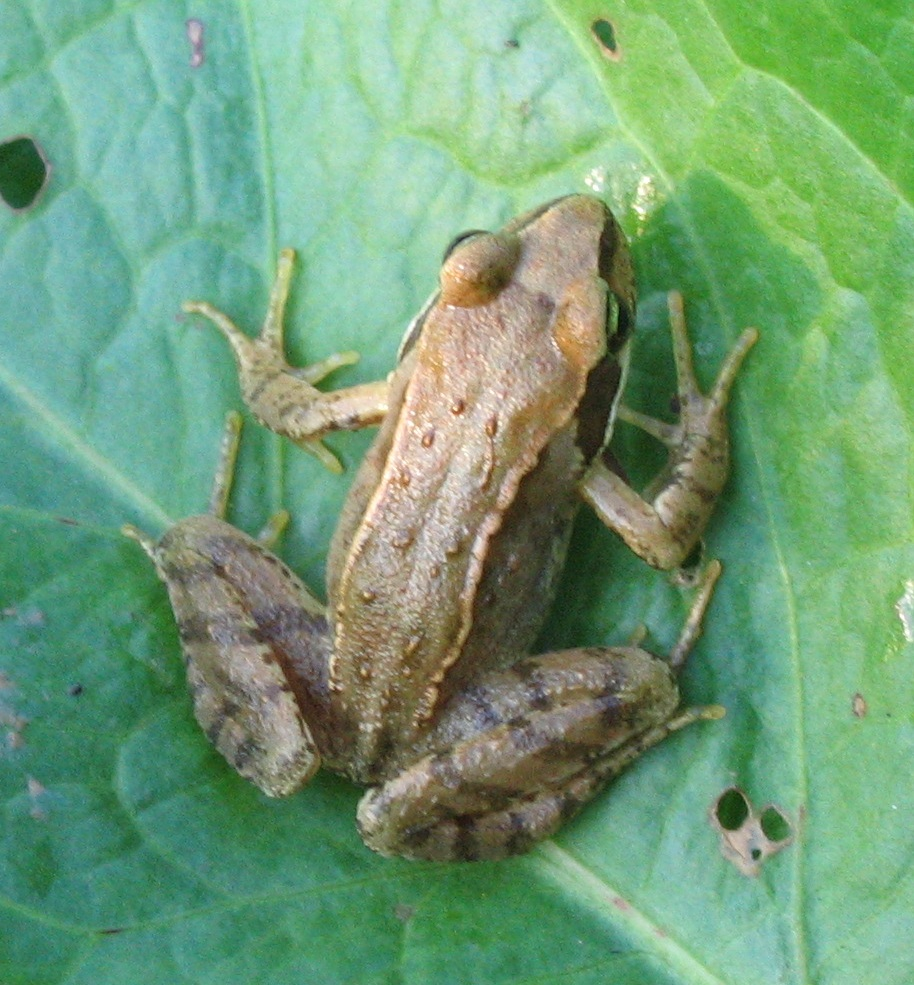
Springfrosch

- Hornotter
- Zauneidechse

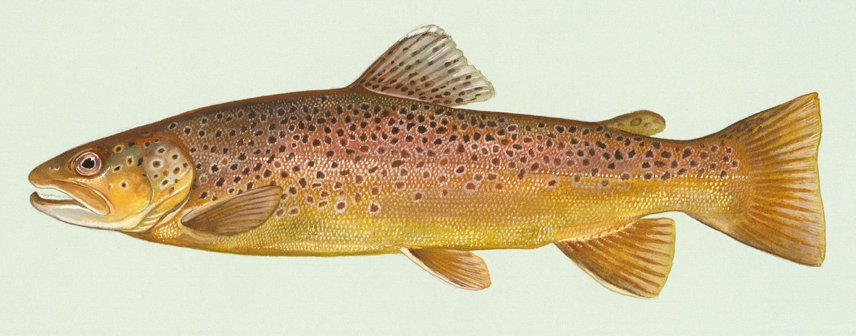
Bachforelle
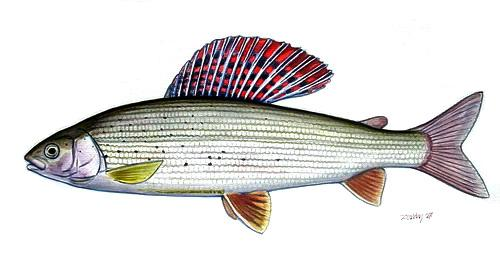
Europäische Äsche
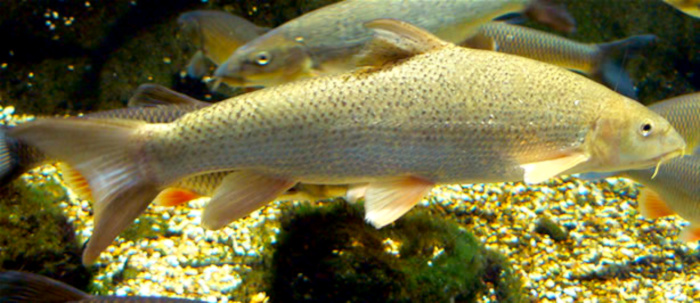
Barbe

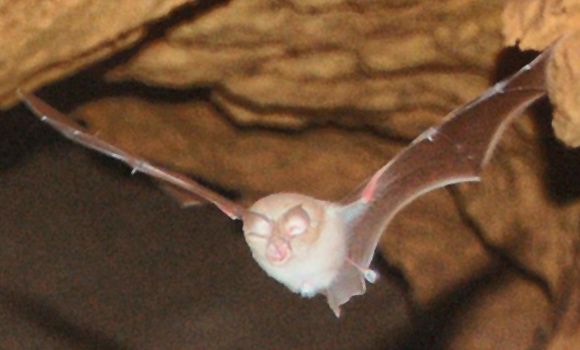
Mittelmeer-Hufeisennase

Der Botaniker und Sammler Johann Centurius Graf von Hoffmannsegg erforscht im Jahr 1794 als Erster die Fauna (Insekten und Vögel) des Gebiets, auf dem sich heute der Nationalpark Domogled-Valea Cernei befindet. Der Nationalpark beherbergt eine artenreiche Tierwelt, darunter sind vor allem die Insekten von wissenschaftlicher Bedeutung. 
1463 Arten von Schmetterlingen (Lepidoptera) sind hier beheimatet, davon einige endemische Arten:
- Lampronia aeripenella
- Brevantenia banatica
- Eupithecia domogledana
- Melicta athalia mehadiensis

Unter den  Wirbeltieren wurde besonders die Vogelwelt wissenschaftlich erforscht, einige davon sind in der Roten Liste gefährdeter Arten eingetragen.:
- Alpensegler (Apus melba)
- Blauracke (Coracias garrulus)
- Wasseramsel  (Cinclus cinclus)
- Mittelmeer-Steinschmätzer (Oenanthe hispanica)
- Goldammer (Emberiza citrinella)

Reptilien kommen in der alpinen und nemoralen Zone vor, wie etwa die 
- Europäische Hornotter (Vipera ammodytes)
- Griechische Landschildkröte (Testudo hermanni)
- Zauneidechse (Lacerta agilis)
- Kaukasische Wieseneidechse (Lacerta praticola)
- Östliche Smaragdeidechse (Lacerta viridisis)
- Mauereidechse (Lacerta muralis)

Reptilien aus der Roten Liste gefährdeter Arten sind:
- Europäische Hornotter (Vipera ammodytes)
- Äskulapnatter (Elaphe longissima)
- Griechische Landschildkröte (Testudo hermanni)
- Würfelnatter (Natrix tessellate)
- Kreuzotter (Vipera berus)

Amphibien
- Bergmolch (Triturus alpestris alpestris)
- Gelbbauchunke (Bombina  variegate)
- Feuersalamander (Salamandra salamandra)
- Rotbauchunke (Bombina bombina)
- Springfrosch (Rana dalmatina)

Davon in der Roten Liste gefährdeter Arten:
- Gelbbauchunke (Bombina variegate)
- Rotbauchunke (Bombina bombina)
- Springfrosch (Rana dalmatina)

Fische
- Bachforelle (Salmo trutta fario)
- Europäische Äsche (Thymallus thymallus)
- Barbe (Barbus barbus)

Davon in der Roten Liste gefährdeter Arten:
- Europäische Äsche (Thymallus thymallus)

Säugetiere
- Braunbär (Ursus arctos)
- Eurasischer Luchs (Lynx lynx)

Fledermäuse leben in den warmen Höhlen des Nationalparks. 
Die Adams Höhle (rumänisch Peștera lui Adam) enthält die größten Guanovorkommnisse aller Höhlen in Rumänien, teils bis zu 3 Meter dicke Schichten, die von mehreren Arten von Fledermäusen stammen, aber vorwiegend von der Mittelmeer-Hufeisennase (Rhinolophus euryale).